# Masdevallia bicolor
Masdevallia bicolor es una especie de orquídea epífita, originaria del oeste de Sudamérica hasta el noroeste de Venezuela.

## Descripción
Es una orquídea de pequeño tamaño, que prefiere clima fresco y agradable. Es de crecimiento cespitoso, epifita con tallos diminutos ocultos por imbricadas vainas basales tubulares, con una hoja peciolada y el vértice ligeramente bilobulado con un apicule visible. Florece en una inflorescencia de 10 cm de largo, lateral, con 2 a 4 flores que se abren de manera simultánea o sucesiva. Las características de identificación de esta especie son las dos inflorescencias, los dos colores, los largos sépalos caudados, los pétalos bilobulados y la antera papilosa. La floración se produce en la primavera.

## Distribución y hábitat
Se encuentra en Venezuela, Bolivia, Colombia, Ecuador y Perú como especies epifitas en los bosques húmedos de montaña, abajo en los troncos de árboles a altitudes de 400 a 2100 metros

## Sinonimia
- Masdevallia auropurpurea Rchb.f. & Warsz.
- Masdevallia atropurpurea Rchb.f.
- Masdevallia biflora E.Morren
- Masdevallia peruviana Rolfe
- Masdevallia herzogii Schltr.
- Masdevallia subumbellata Kraenzl.
- Masdevallia xanthura Schltr.[1]